# Rifugio Luigi Azzoni
Il Rifugio Luigi Azzoni, posto a 1.860 m s.l.m., è un rifugio alpino situato presso la cima del Resegone, nelle Prealpi Orobie. L'edificio sorge sulla cresta sommitale della montagna, appena 15 metri più in basso della vetta principale, la Punta Cermenati, rivolto verso il versante lecchese.

## Storia
La storia del Rifugio Azzoni ha inizio nel 1909-10 quando Giuseppe Vitari di Brumano (Valle Imagna, Bergamo) affrontò con sacrifici personali, probabilmente superiori alle sue disponibilità, la costruzione, a oriente dei Torrioni di Valnegra, del Ricovero Giancarlo. Non si è a conoscenza del perché venne scelto questo nome.
Male ubicato, fuori dai tracciati di transito, accusò subito l’infelice soluzione forse viziata dalla volontà di vincolarsi ai terreni del Comune di Brumano.
Alcuni anni dopo, nel 1914-15, il Vitari decise di realizzare un nuovo fabbricato e si orientò verso il territorio del Comune di Lecco allo sbocco di migliori itinerari, alla base della Punta maggiore poi dedicata a Mario Cermenati. Nell'Ottobre del 1915 la costruzione della Capanna Resegone Vetta (nome informale dell’edificio) era oramai ultimata.
Il terreno su cui venne edificato il nuovo fabbricato era di proprietà della famiglia Daina di Rota Fuori (Valle Imagna). L’ingegner Enrico Daina lo concesse gratuitamente in uso al Vitari riservandosi il diritto di riscattarne la proprietà e imponendo il nome di Rifugio Daina (conosciuto anche come Capanna Daina).
Gli affari non furono quelli sperati anche perché la costruzione venne contenuta in opere estremamente economiche e risultò non idonea alle condizioni climatiche della vetta del Resegone. Nel 1921 la proprietà ritornò alla famiglia Daina.
E’ dello stesso periodo l’iniziativa della SEL (Società Escursionisti Lecchesi) di acquistare il Rifugio dalla famiglia Daina.
Nel 1923, morto l’ingegner Enrico Daina, fu dai suoi eredi, a condizione che continuasse a portare il nome di famiglia, ceduta alla SEL che l’acquistò grazie al prestito di sette soci che anticiparono la somma necessaria.
Negli anni a seguire diversi furono gli episodi di vandalismo e i danni creati dagli agenti atmosferici ma la SEL fu sempre in grado di rimediare.
Il Ricovero Giancarlo restò in uso come ‘dependance’ del Rifugio Daina per alcuni anni almeno fino al 1930. In seguito subì anch’esso un certo degrado, venne poi adibito a deposito materiali a servizio del Rifugio. Negli ultimi anni è tornato ad essere inutilizzato. Si trova un centinaio di metri dall’inizio del Sentiero delle Creste Sud.
Nell’Ottobre del 1944, durante la lotta partigiana, il Rifugio Daina fu distrutto da un rastrellamento tedesco. Terminato il conflitto  la SEL si attivò nel Settembre del 1945 per la ricostruzione. Nell’Aprile del 1949 fu riconosciuto il risarcimento per danni di guerra.
Il 27 Agosto del 1950 il nuovo Rifugio, ricostruito più grande e opportunamente ideato dagli architetti lecchesi Mario Ruggeri e Giuseppe Minonzio, era pronto e, rinunciato gli eredi Daina al loro nome di famiglia, dedicato a Luigi Azzoni. Il ragionier Luigi Azzoni, nato nel 1886, fu consigliere e cassiere della SEL dagli inizi del ‘900 fino al 1949, anno della sua scomparsa.
Il 19 Settembre del 1965 il Sindaco di Lecco dottor Alessandro Rusconi e il Prevosto Monsignor Enrico Assi salgono sul Resegone per inaugurare e benedire il Bivacco Città di Lecco, parte integrante del Rifugio Azzoni.
Ricostruzione effettuata grazie alle informazioni contenute nei bollettini SEL:
#10 Ottobre 1915
#3 Luglio-Settembre 1966
#3 Settembre-Dicembre 2012
http://www.sel-lecco.org/biblioteca/raccolta-notiziari-s-e-l/

## Accessi
Il rifugio Azzoni può essere raggiunto da diversi punti di partenza con numerosi itinerari:
- da Lecco, in 3 ore e 30 minuti;
  - sentiero n. 1: Malnago - frazione di Costa - Capanna Stoppani - Piano del Fieno - Rifugio Azzoni;
  - sentiero n. 1A: variante, anziché salire a Costa e alla capanna Stoppani si prosegue fino al torrente Bione. Dopo averlo attraversato si continua con il sentiero n. 1;
  - sentiero n. 3: Acquate - Piano del Fieno - Rifugio Azzoni (raccordo con il sentiero n. 1);
  - sentiero n. 4: Germanedo - raccordo con il sentiero n. 1;
- dai Piani d'Erna, in 1 ora e 30 minuti;
  - sentiero n. 10: dai piani d'Erna per il canalone Bobbio (impegnativo);
- da Brumano, in 2 ore;
  - sentiero n. 13: Brumano - Passo di Palio - Rifugio Azzoni;
- da Erve, in 3 ore e 30 minuti;
  - sentiero n. 11: Erve - Rifugio Alpinisti Monzesi - Canalone di Val Negra - Rifugio Azzoni (impegnativo);
  - sentiero n. 11A: raccordo Passo del Fo - Canalone di Val Negra - Porta di Serrada, poi sentierio 11B Rifugio Alpinisti Monzesi - La Passata - Sentiero delle Creste - Rifugio Azzoni (impegnativo);
- da Fuipiano, in 2 ore e 30 minuti;
  - sentiero n. 14: Fuipiano - Rifugio Azzoni;
- da Morterone, in 1 ora e 45 minuti;
  - sentiero n. 15: Morterone - Rifugio Azzoni per la Costa di Palio;
  - sentiero n. 16: Morterone - Costa del Canale di Robasacco - Rifugio Azzoni;
  - sentiero n. 17: Forcella di Olino - Rifugio Azzoni.